# Stade Atlantique
Le Stade Atlantique dénommé également Stade Atlantique Bordeaux Métropole et anciennement appelé Matmut Atlantique de 2015 à 2025 (aussi désigné stade de Bordeaux lors de certaines compétitions) est un stade multifonctions, inauguré le 18 mai 2015 sous le nom de Nouveau stade de Bordeaux, dans le quartier de Bordeaux-Lac à Bordeaux.
La société Stade Bordeaux-Atlantique a construit et gère l'enceinte dans le cadre d'un partenariat public-privé. Le 1er août 2025, à la suite de difficultés financières durant les dix premières années d'exploitation, la gestion du stade passe en régie publique sous l'égide de Bordeaux Métropole.
D'une capacité commerciale de 42 115 places, il est le sixième stade français en nombre de places assises.
Le stade accueille les matchs de football des Girondins de Bordeaux (en remplacement du stade Chaban-Delmas), certains matchs de rugby de l'Union Bordeaux Bègles, ainsi que divers événements culturels et sportifs, qui s'y déroulent occasionnellement.

## Projet
La question de la construction d'un nouveau stade pour les Girondins de Bordeaux a refait surface lors de la candidature de la France à l'organisation de l'Euro 2016. La vétusté du Stade Chaban-Delmas, ouvert en 1938, ne permettant pas à Bordeaux de s'associer à ce projet, la municipalité a alors décidé de construire un nouveau stade multifonctionnel dans le quartier du Lac au nord de la ville.
Le 18 juillet 2011, la construction du stade est confiée au groupe Vinci associé au groupe Fayat, formant le consortium Vinci-Fayat, et aux architectes suisses Jacques Herzog et Pierre de Meuron, déjà auteurs de l'Allianz Arena de Munich et du stade olympique de Pékin.

### Naming
Le 3 septembre 2015, le stade prend le nom de Matmut Atlantique, selon le concept du naming (ou nommage), pour un montant estimé à 2 M€ par an durant 10 ans,. Les recettes du naming reviennent à la société Stade Bordeaux-Atlantique  qui a eu la responsabilité de trouver ce sponsor. En attendant l'arrivée d'un parrain, le stade a porté le nom de « Nouveau stade de Bordeaux ».
Une partie des supporters du FC Girondins de Bordeaux mécontents de l'appellation de l'enceinte ont décidé d'organiser un vote pour choisir un nom d'usage pour le stade. Les résultats du vote sont connus le 27 septembre 2015 et le nom René Gallice est choisi en hommage à l'ancien joueur du Football Club des Girondins de Bordeaux, de l'Équipe de France de football et résistant.
Lors des compétitions européennes, le stade est désigné en tant que stade de Bordeaux ou stade Atlantique. En effet, les règles de plusieurs instances interdisent d'utiliser les noms de stade issus du naming, entre autres l'UEFA et World Rugby.
En décembre 2024, Matmut fait part de sa décision de ne pas renouveler son partenariat prenant fin en juillet 2025.
Depuis le 1er août 2025, Bordeaux Métropole assure directement la gestion du Stade Atlantique.

### Architecture
Le stade imaginé par les architectes suisses Jacques Herzog et Pierre de Meuron, assistés de l'agence Groupe-6 pour la fonctionnalité, se singularise par la présence de plus de 1 000 poteaux blancs s'inspirant à la fois des forêts de pins des Landes et des temples grecs.
Une coursive découverte ceinture l'aire de jeu et permet aux spectateurs de faire le tour du stade sans obstacle et sans perdre de vue le terrain.
Le stade comprend :
- 42 115 places[20] sur ses deux volées, dont :
  - 3 400 places « VIP »,
  - 1 000 places dans les 60 loges privatives[21],
  - 200 places en tribune presse,
  - 125 places pour les personnes à mobilité réduite ainsi que 125 pour leurs accompagnateurs[22],
- 9 000 m2 d'espaces de réception, dont 4 000 m2 avec vue sur le terrain,
- Un restaurant permanent de 200 couverts.

Pour des raisons de sécurité, les supporters adverses ont un accès réservé pour leur bus sous la coursive et un accès direct à leur tribune. La coursive ne leur est pas ouverte.

### Construction
Le chantier a débuté le 4 novembre 2012. La première pierre du stade est officiellement posée le 15 avril 2013 en présence d'Alain Juppé, maire de la ville, Alain Rousset, président de la région Aquitaine, Nicolas de Tavernost, Francis Gillot et Jaroslav Plašil, respectivement propriétaire, entraîneur et capitaine du club des Girondins de Bordeaux et Raphaël Ibañez représentant l'Union Bordeaux Bègles.
945 pieux ont dû être forés, sur une profondeur de 22 mètres, pour soutenir la structure du stade dans cette ancienne zone marécageuse. Cette contrainte a encouragé les constructeurs à privilégier une structure métallique, plus légère que le béton.
Le stade est livré à la ville de Bordeaux, le 30 avril 2015.

### Financement
Le nouveau stade est financé sous la forme d'un partenariat public-privé (PPP) entre la ville de Bordeaux et la société « Stade Bordeaux-Atlantique » (détenue à parts égales par Vinci et Fayat).
Le contrat de partenariat prévoit de confier, pour une durée de 30 ans après mise à disposition du nouveau stade, à la société Stade Bordeaux-Atlantique la maîtrise d'ouvrage des travaux à réaliser pour le 30 avril 2015 (la conception, l'obtention de toutes les autorisations nécessaires, le financement partiel, la construction), le gros entretien-renouvellement, l'entretien et la maintenance, et l'exploitation du nouveau stade (y compris le droit de dénomination du stade). Ce coût global estimé entre 303 M€ et 375 M€.
Selon la mairie de Bordeaux, le coût de la conception-construction du projet est estimé à 183 millions d'euros (M€).
Le coût complet du stade dépasse en réalité 350 millions d'euros (M€), réparti comme suit :
- Subventions 75 M€ :
  - État : 28 M€
  - Ville de Bordeaux : 17 M€
  - Communauté urbaine de Bordeaux : 15 M€
  - Conseil régional d'Aquitaine : 15 M€
- Emprunt contracté par Vinci / Fayat : 114 M€
- Girondins de Bordeaux : 135,5 M€
  - droit d'entrée : 20 M€
  - Redevance annuelle : 3,85 M€ sur 30 ans versés à la Ville de Bordeaux
- Autres subventions : 33 M€
  - Remboursement par la collectivité des impôts et taxes à Stade Bordeaux-Atlantique (SBA) : 1,1 M€ sur 30 ans[27]

À partir de 2021, le PPP est remis en cause par les difficultés financières des Girondins de Bordeaux et de la société exploitante SBA. La Métropole accorde au club un report des loyers pour un montant total de 28 M€, rééchelonnés de 2027 à 2045.
À l'été 2024, la Métropole propose de renoncer totalement à cette créance à la suite de la relégation des Girondins en National 2.
Le financement du Matmut est assuré par le versement d'une redevance annuelle de 11 millions d’euros à SBA, la filiale de Vinci et Fayat créée pour son exploitation. La SBA rétrocède 4,5 millions d’euros par an au titre de l’activité commerciale. De leur côté, les Girondins sont censés assumer 4,7 millions d’euros de loyer annuel à la Métropole. La défaillance du club et le non-versement de son loyer met en péril le modèle de financement du stade.

### Opposition
En décembre 2011, l'association Trans'CUB dénonce le coût « réel », selon elle, supporté par les fonds publics. Le maire de Bordeaux, Alain Juppé, réfute, dans un communiqué, les « amalgames » et la « pure fantaisie de la démonstration ».
Le 22 décembre 2011, l'opposition socialiste au conseil municipal de la Ville de Bordeaux annonce qu'elle va déposer un recours devant le tribunal administratif de Bordeaux afin de faire annuler le contrat de partenariat public-privé prévu pour la construction du stade.
L'opposition municipale explique : « Le stade va coûter environ 550 millions d’euros (fonctionnement et investissement), cette somme engageant la Mairie de Bordeaux sur toute la durée du contrat. Notre recours identifie huit illégalités potentielles, tout particulièrement des vices de forme (défaut d’information des élus ou communication d’informations trompeuses) et des violations de la loi (absence d’activités de service public, aides d’État illégales au regard du droit européen,...). Dans l’hypothèse où le juge nous donnerait raison, le contrat de partenariat sera annulé et l’argent public ne pourra pas être engagé pour le financement de cette infrastructure. Toutefois, nous conseillerons alors au groupe M6, actionnaire du club des Girondins de Bordeaux, de se substituer aux financeurs publics pour assurer la poursuite du projet. »
Le 19 décembre 2012, le tribunal administratif de Bordeaux déboute les opposants au stade et valide le montage retenu par la municipalité d'Alain Juppé.
En 2014, le financement du nouveau stade est attaqué devant le Conseil d'État par un élu socialiste. Avant que le Conseil d’État ne se prononce, il est annoncé que le rapporteur public demande l'annulation du contrat de partenariat public-privé  (PPP) signé pour la construction et l'exploitation du stade. Le 11 mai 2016, le Conseil d’État annule en effet le PPP, au motif que l’information qui a été donnée aux conseillers municipaux préalablement à la décision de recourir au contrat de partenariat a été insuffisante. Le Conseil laisse quatre mois à la mairie pour régulariser la situation. Philippe Poutou a dénoncé les magouilles du projet et appelé à un boycott du nouveau stade.

## Événements

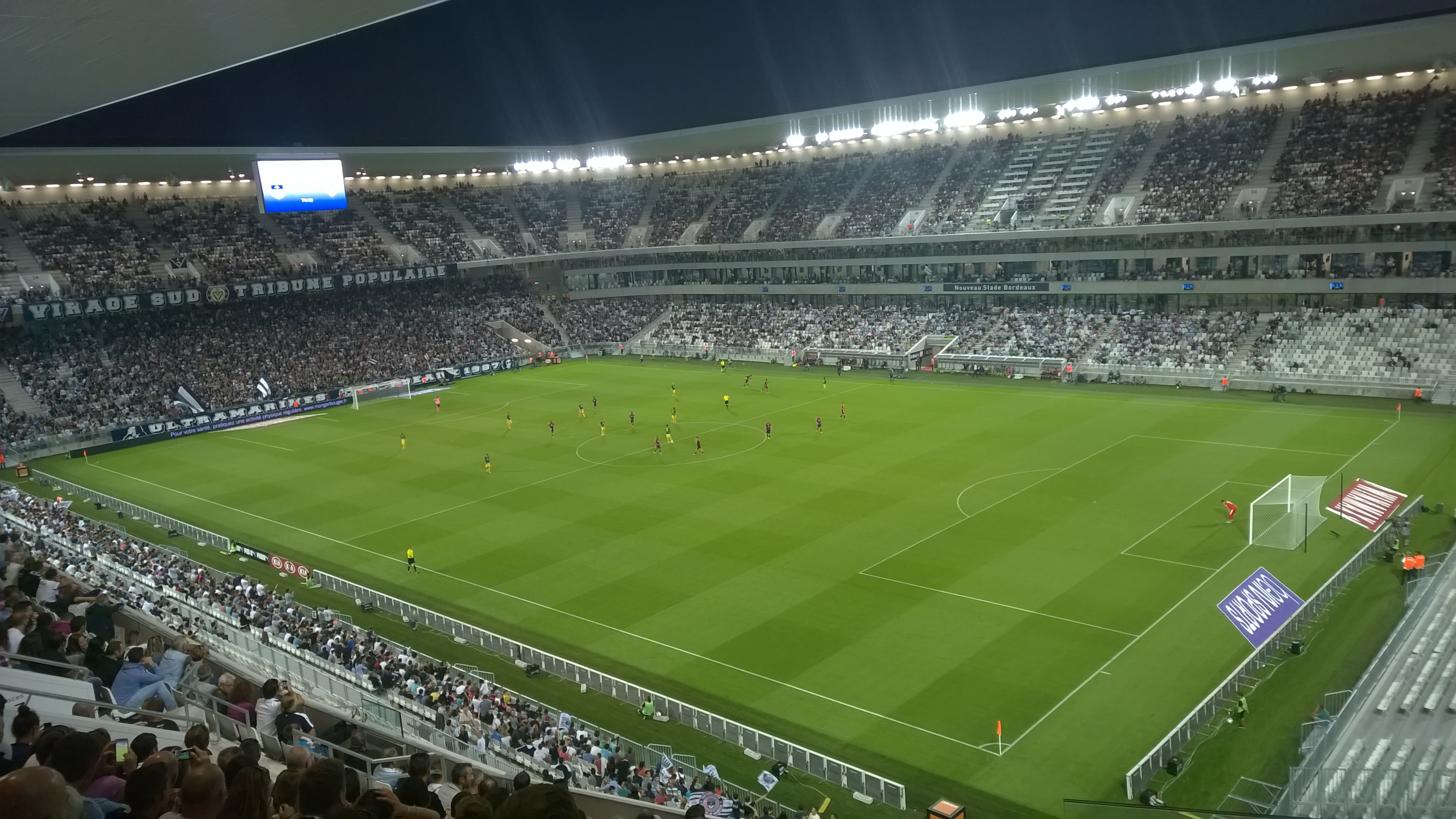
Match de football entre le FC Girondins de Bordeaux et l'AEK Larnaca pour le compte du tour préliminaire de la Ligue Europa 2015-2016.

En plus des matchs réguliers des Girondins de Bordeaux et, occasionnellement, de l'Union Bordeaux Bègles, le Matmut Atlantique accueille plusieurs matchs de compétitions nationales et internationales, ainsi qu'un match amical international.

### Match inaugural
Le 23 mai 2015, les Girondins de Bordeaux inaugurent le Nouveau stade contre le Montpellier HSC, dans le cadre de la 38e et dernière journée du championnat de France de Ligue 1 de football. Grâce à un doublé de l'attaquant uruguayen Diego Rolán, premier buteur dans la nouvelle enceinte, les marine et blanc s'imposent 2-1 face aux Héraultais. Deux cents anciens joueurs des Girondins sont invités, dont Zinédine Zidane qui donne le coup d'envoi fictif de la rencontre. Un spectacle d'inauguration est proposé à la fin du match, retraçant l'histoire du club.

### Matchs des équipes de France

#### Équipe de France masculine de football
L'équipe de France de football joue un match amical au Matmut Atlantique contre la Serbie le 7 septembre 2015. C'est la première fois depuis 1994 que les Bleus jouent à Bordeaux.
Les futurs vice-champions d'Europe et champions du Monde s'imposent sur le score de 2-1. Le milieu de terrain Blaise Matuidi s'illustre lors de ce match en marquant un doublé (9e et 25e), avec notamment son deuxième but, une reprise de volée du gauche à 20 mètres du but qui termine dans la lucarne du but serbe. Le serbe Mitrović réduit l'écart juste avant la mi-temps (39e).
France : Lloris (c) - Sagna (Debuchy, 46e), Varane, Mangala, Trémoulinas - Schneiderlin, Pogba, Matuidi (Kondogbia, 46e) - Valbuena (Martial, 76e), Giroud (Benzema, 62e), Griezmann (Sissoko, 90e).
| Date             | Heure (CET) | Équipe 1 | Résultat | Équipe 2 | Affluence |
| ---------------- | ----------- | -------- | -------- | -------- | --------- |
| 7 septembre 2015 | 20:45       | France   | 2 - 1    | Serbie   | 40 319    |
| 9 juin 2024      | 21:15       | France   | 0 - 0    | Canada   | 40 835    |

#### Équipe de France féminine de football
L'équipe de France féminine de football reçoit également la Serbie pour son premier match au Matmut Atlantique. Ce match comptera pour le groupe 7 des éliminatoires de l'Euro 2021.
Les Françaises remportent ce match sur le large score de 6-0 avec notamment un triplé d'Amel Majri et un but de la bordelaise Viviane Asseyi.
| Date            | Heure (CET) | Équipe 1 | Résultat | Équipe 2 | Affluence |
| --------------- | ----------- | -------- | -------- | -------- | --------- |
| 9 novembre 2019 | 21:00       | France   | 6 - 0    | Serbie   | 21 211    |

#### Équipes de France de rugby à XV
Équipe de France masculine
L'équipe de France masculine de rugby à XV joue un match de sa tournée d'automne au Matmut Atlantique contre la Géorgie le 14 novembre 2021. C'est la première fois que l'équipe de France joue dans ce stade, la dernière rencontre en terre girondine ayant eu lieu en août 2011, au stade Chaban-Delmas contre l’Irlande.
| Date             | Heure (CET) | Équipe 1 | Résultat | Équipe 2 | Affluence |
| ---------------- | ----------- | -------- | -------- | -------- | --------- |
| 14 novembre 2021 | 14 h        | France   | 41 - 15  | Géorgie  | 39 876    |
| 15 novembre 2025 |             | France   | -        | Fidji    |           |

Équipe de France féminine
L'équipe de France féminine de rugby à XV jouera un match du Tournoi des Six Nations féminin 2026 sa tournée d'automne au Bordeaux Atlantique contre l'Angleterre le 17 mai 2026. C'est la première fois que l'équipe de France joue dans ce stade, après avoir joué au stade Chaban-Delmas.
| Date        | Heure (CET) | Équipe 1 | Résultat | Équipe 2   | Affluence |
| ----------- | ----------- | -------- | -------- | ---------- | --------- |
| 17 mai 2026 |             | France   | -        | Angleterre |           |

### Demi-finales du Top 14
Le Nouveau stade de Bordeaux reçoit les demi-finales du Top 14 les 5 et 6 juin 2015. La première demi-finale oppose le tenant du titre, le RC Toulon, au Stade français Paris. Une minute de silence est respectée en mémoire de Jerry Collins, ancien joueur toulonnais et international All Black, mort dans un accident de voiture dans la journée. Le club parisien s'impose 33-16 et se qualifie pour la finale. Lors de la seconde demi-finale, l'ASM Clermont s'impose face au Stade toulousain, que Guy Novès dirige pour la dernière fois, sur le score de 18-14.
Le stade accueille, pour la deuxième fois de son histoire, les demi-finales de la saison 2018-2019 du Top 14. Ces deux matchs réalisent alors les deux meilleures affluences du stade.
Le stade est initialement choisi pour accueillir les demi-finales de la saison 2024-2025 du Top 14. Cependant la LNR annonce en juillet 2023 un changement de programme pour les années à venir. En effet, le stade Pierre Mauroy de Lille, initialement désigné comme hôte pour les demi-finales de 2024, accueillera la même année des épreuves des jeux olympiques de Paris 2024. La préparation du stade étant incompatible avec la tenue des demi-finales du Top 14, Bordeaux est désignée nouvelle ville hôte pour les demi-finales de 2024, celles de 2025 étant réattribuées au Groupama Stadium à Lyon. La LNR annonce par la même occasion que le Matmut Atlantique accueillera également les demi-finales du Top 14 en 2027.
| Date         | Heure (CET) | Équipe 1              | Résultat | Équipe 2              | Affluence |
| ------------ | ----------- | --------------------- | -------- | --------------------- | --------- |
| 5 juin 2015  | 21 h        | RC Toulon             | 16 - 33  | Stade français Paris  | 39 764    |
| 6 juin 2015  | 16 h 30     | ASM Clermont Auvergne | 18 - 14  | Stade toulousain      | 42 000    |
| 8 juin 2019  | 21 h        | Stade toulousain      | 20 - 6   | Stade rochelais       | 42 071    |
| 9 juin 2019  | 16 h 30     | ASM Clermont Auvergne | 33 - 13  | LOU Rugby             | 42 042    |
| 21 juin 2024 | 20 h 15     | Stade toulousain      | 39 - 23  | Stade rochelais       | 41 835    |
| 22 juin 2024 | 21 h 5      | Stade français Paris  | 20 - 22  | Union Bordeaux Bègles | 41 843    |

### UEFA Euro 2016
Le Matmut Atlantique accueille cinq rencontres de l'Euro 2016.
| Date           | Heure (CET) | Équipe 1       | Résultat                  | Équipe 2             | Tour               | Affluence |
| -------------- | ----------- | -------------- | ------------------------- | -------------------- | ------------------ | --------- |
| 11 juin 2016   | 18 h        | Pays de Galles | 2 - 1                     | Slovaquie            | 1er tour, groupe B | 37 831    |
| 14 juin 2016   | 18 h        | Autriche       | 0 - 2                     | Hongrie              | 1er tour, groupe F | 34 424    |
| 18 juin 2016   | 15 h        | Belgique       | 3 - 0                     | République d'Irlande | 1er tour, groupe E | 39 493    |
| 21 juin 2016   | 21 h        | Croatie        | 2 - 1                     | Espagne              | 1er tour, groupe D | 37 245    |
| 2 juillet 2016 | 21 h        | Allemagne      | 1 - 1 a.p. (6 - 5 t.a.b.) | Italie               | Quarts de finale   | 38 764    |

### Finale de la Coupe de la Ligue 2018
Le stade a accueilli le 31 mars 2018 la finale de l'édition 2017-2018 de la Coupe de la Ligue opposant le PSG à l'AS Monaco. Le PSG s'est imposé 3 - 0 face à l'AS Monaco.
| Date         | Heure (CET) | Équipe 1            | Résultat | Équipe 2  | Affluence |
| ------------ | ----------- | ------------------- | -------- | --------- | --------- |
| 31 mars 2018 | 21 h 5      | Paris Saint-Germain | 3 - 0    | AS Monaco | 41 248    |

### Champions Cup
Le 30 avril 2023, le stade accueille son premier match de Champions Cup, il s'agit d'une demi-finale de la Champions Cup 2022-2023 entre le Stade rochelais et les Exeter Chiefs.
| Date          | Heure (CET) | Équipe 1              | Résultat | Équipe 2         | Tour       | Affluence |
| ------------- | ----------- | --------------------- | -------- | ---------------- | ---------- | --------- |
| 30 avril 2023 | 16 h        | Stade rochelais       | 47 - 28  | Exeter Chiefs    | 1/2 finale | 41 204    |
| 4 mai 2025    | 16 h        | Union Bordeaux Bègles | 35 - 18  | Stade toulousain | 1/2 finale | 42 096    |

### Coupe du monde de rugby 2023
La FFR a sélectionné le Matmut Atlantique pour accueillir des rencontres de la Coupe du monde de rugby à XV 2023.
| Date              | Heure   | Équipe 1       | Résultat | Équipe 2 | Tour              | Affluence |
| ----------------- | ------- | -------------- | -------- | -------- | ----------------- | --------- |
| 9 septembre 2023  | 15 h 30 | Irlande        | 82 - 8   | Roumanie | 1er tour, poule B | 41 170    |
| 10 septembre 2023 | 21 h    | Pays de Galles | 32 - 26  | Fidji    | 1er tour, poule C | 41 274    |
| 16 septembre 2023 | 15 h    | Samoa          | 43 - 10  | Chili    | 1er tour, poule D | 39 291    |
| 17 septembre 2023 | 15 h    | Afrique du Sud | 76 - 0   | Roumanie | 1er tour, poule B | 38 789    |
| 30 septembre 2023 | 17 h 45 | Fidji          | 17 - 13  | Géorgie  | 1er tour, poule C | 39 862    |

Le 10 septembre 2023, le prince William de Galles est présent au stade pour soutenir l'équipe du Pays de Galles.

### Jeux olympiques d'été de 2024
Le stade a été sélectionné par le comité de candidature de Paris pour les Jeux olympiques d'été de 2024. Celui-ci accueille des rencontres de football.

#### Tournoi masculin de football
| Date            | Heure | Équipe 1                    | Résultat | Équipe 2  | Tour               | Affluence |
| --------------- | ----- | --------------------------- | -------- | --------- | ------------------ | --------- |
| 24 juillet 2024 | 19 h  | Japon                       | 5 - 0    | Paraguay  | 1er tour, groupe D | 14 000    |
| 27 juillet 2024 | 15 h  | République dominicaine (en) | 1 - 3    | Espagne   | 1er tour, groupe C | 16 099    |
| 27 juillet 2024 | 21 h  | Japon                       | 1 - 0    | Mali      | 1er tour, groupe D | 9 893     |
| 30 juillet 2024 | 15 h  | Espagne                     | 1 - 2    | Égypte    | 1er tour, groupe C | 12 180    |
| 2 août 2024     | 21 h  | France                      | 1 - 0    | Argentine | Quarts de finale   | 37 153    |

#### Tournoi féminin de football
| Date            | Heure | Équipe 1 | Résultat | Équipe 2 | Tour               | Affluence |
| --------------- | ----- | -------- | -------- | -------- | ------------------ | --------- |
| 25 juillet 2024 | 19 h  | Nigeria  | 0 - 1    | Brésil   | 1er tour, groupe C | 6 244     |
| 31 juillet 2023 | 17 h  | Brésil   | 0 - 2    | Espagne  | 1er tour, groupe C | 14 497    |

### Concerts
En dehors du sport, le stade accueille également des événements musicaux :
- 29 juin 2017 : Céline Dion devant 32 000 spectateurs.
- 1er juillet 2017 : Les Vieilles Canailles (Johnny Hallyday, Jacques Dutronc, Eddy Mitchell) devant 20 000 spectateurs
- 26 juin 2018 : Guns N'Roses devant 32 000 spectateurs sur les 35 000 attendus.
- 29 mai 2019 : Ed Sheeran devant 43 000 spectateurs.
- 16 juillet 2019 : Muse devant 42 000 spectateurs.
- Le concert de Paul McCartney prévu le 31 mai 2020 a été annulé en raison de la crise sanitaire liée au Covid-19.
- 4 juin 2022 : Indochine devant 53 500 spectateurs pour leur tournée anniversaire Central Tour, un record d'affluence pour le stade.
- 25 juin 2022 : Soprano devant 50 500 spectateurs.
- 29 juin 2023 : Muse[56] devant 40 000 spectateurs.
- 4 juillet 2023 : Depeche Mode[57] devant 42 000 spectateurs.
- 14 et 15 juillet 2023 : Mylène Farmer[58] devant 84 000 spectateurs (pour les deux dates).
- 1er août 2023 : The Weeknd[59] devant 43 000 spectateurs

## Clubs résidents

### Girondins de Bordeaux
À partir de 1938, le FC Girondins de Bordeaux joua en alternance au stade des Chartrons et au parc Lescure, avant de s'installer uniquement au parc Lescure (devenu stade Chaban-Delmas en 2001) de 1958 à 2015. Il devient le club résident du nouveau stade en mai 2015, avec le match inaugural face au Montpellier Hérault SC. Au 1er septembre 2018, les Girondins ont disputé 77 matchs dans l'enceinte : 60 en Ligue 1, 9 en Ligue Europa (tours préliminaires inclus), 3 en Coupe de France et 5 en Coupe de la Ligue.
À partir du 20 mars 2016, l'équipe féminine des Girondins joue plusieurs matchs par saison au stade Matmut-Atlantique, en baisser de rideau des matchs de leurs collègues masculins.
Après la faillite du club, sa rétrogradation en National 2 et la perte de son statut professionnel en 2024, le FCGB n'a plus les moyens de jouer au Matmut Atlantique qui n'a donc plus de club résident.

### Union Bordeaux Bègles
L'UBB s'engage à jouer les trois matchs les plus importants au stade Matmut-Atlantique à partir de la saison 2015-2016 et ce pour trois ans.
Le dimanche 14 février 2016, l'Union Bordeaux Bègles joue contre le Rugby club toulonnais son premier match au Matmut-Atlantique, dans le cadre de la treizième journée du championnat de France de Top 14 2015-2016 (le match ayant été reporté à la suite des attentats du 13 novembre 2015 en France). Le match était initialement prévu le weekend du 9 janvier 2016.
L'UBB détient le record d'affluence pour un événement sportif au Matmut Atlantique devant 42 115 spectateurs, lors de la 21e journée du Top 14 disputée contre le Stade rochelais le 25 mars 2023.

## Records d'affluence
| Rang | Date         | Sport      | Adversaire 1          | Score | Adversaire 2          | Compétition (Tour)               | Affluence |
| ---- | ------------ | ---------- | --------------------- | ----- | --------------------- | -------------------------------- | --------- |
| 1    | 25 mars 2023 | Rugby à XV | Union Bordeaux Bègles | 6-36  | Stade rochelais       | Top 14 2022-2023                 | 42 115    |
| 2    | 24 mars 2024 | Rugby à XV | Union Bordeaux Bègles | 31-28 | Stade toulousain      | Top 14 2023-2024                 | 42 115    |
| 3    | 23 mars 2025 | Rugby à XV | Union Bordeaux Bègles | 32-24 | Stade toulousain      | Top 14 2024-2025                 | 42 115    |
| 4    | 4 mai 2025   | Rugby à XV | Union Bordeaux Bègles | 35-18 | Stade toulousain      | Coupe des champions (1/2 finale) | 42 096    |
| 5    | 8 juin 2019  | Rugby à XV | Stade toulousain      | 20-6  | Stade rochelais       | Top 14 2018-2019 (demi-finale)   | 42 071    |
| 6    | 9 juin 2019  | Rugby à XV | ASM Clermont          | 33-13 | LOU Rugby             | Top 14 2018-2019 (demi-finale)   | 42 042    |
| 7    | 6 juin 2015  | Rugby à XV | ASM Clermont          | 18-14 | Stade toulousain      | Top 14 2014-2015 (demi-finale)   | 42 000    |
| 8    | 22 juin 2024 | Rugby à XV | Stade français Paris  | 20-22 | Union Bordeaux Bègles | Top 14 2023-2024 (demi-finale)   | 41 843    |
| 9    | 21 juin 2024 | Rugby à XV | Stade toulousain      | 39-23 | Stade rochelais       | Top 14 2023-2024 (demi-finale)   | 41 835    |

| Rang | Spectateurs | Compétition (Tour)                         | Rencontre                             | Date            |
| ---- | ----------- | ------------------------------------------ | ------------------------------------- | --------------- |
| 1    | Huis-clos   | Ligue 2 2018-2019 (4e journée)             | FC Lorient - Valenciennes FC          | 17 août 2018    |
| 2    | 5 738       | Coupe de France 2016-2017 (1/16 de finale) | FC Girondins de Bordeaux - Dijon FCO  | 31 janvier 2017 |
| 3    | 7 751       | Coupe de France 2016-2017 (1/8 de finale)  | FC Girondins de Bordeaux - FC Lorient | 28 février 2017 |

## Accès au stade

### En transports en commun
Le stade est accessible en transport en commun via le réseau Transports Bordeaux Métropole (TBM) à la station Parc des expositions - Stade Matmut-Atlantique desservie par les lignes :
- Navette Stade Partant des stations Cenon Gare et Cité du Vin
- 37 73
- TransGironde : ligne 705

### En voiture
Le stade est également accessible en voiture par la rocade, aux sorties :
- 4 : Parc des expositions (rocade extérieure)
- 4a :  Centre hôtelier du lac
- 4b : Parc des expositions (rocade intérieure)

Cependant des restrictions de circulation sont mises en place lorsque des événements ont lieu au stade.
Construit à proximité du Parc des expositions de Bordeaux, le stade bénéficie de 6 000 places gratuites de stationnement ainsi que 1 250 places gardées pour les deux-roues. Au nord, un parking de 1 250 places est réservé aux officiels, VIP et personnes handicapées.

## Stade Bordeaux-Atlantique
Stade Bordeaux-Atlantique est le nom de la société qui gère le stade Matmut-Atlantique. C'est une filiale commune des groupes Vinci et Fayat.
Le Matmut Atlantique est financé sous la forme d'un partenariat public-privé (PPP) entre la ville de Bordeaux et la société « Stade Bordeaux-Atlantique » (détenue à parts égales par Vinci et Fayat).
Le contrat de partenariat prévoit de confier, pour une durée de 30 ans après mise à disposition du nouveau stade, à la société Stade Bordeaux-Atlantique la maîtrise d'ouvrage des travaux à réaliser pour le 30 avril 2015 (la conception, l'obtention de toutes les autorisations nécessaires, le financement partiel, la construction), le gros entretien-renouvellement, l'entretien et la maintenance, et l'exploitation du nouveau stade (y compris le droit de dénomination du stade).
Le 3 septembre 2015, le stade prend le nom de Matmut Atlantique, selon le concept du naming (ou nommage), pour un montant estimé à 2 M€ par an durant 10 ans,.